# Corythoichthys benedetto
Corythoichthys benedetto is een straalvinnige vissensoort uit de familie van zeenaalden en zeepaardjes (Syngnathidae). De wetenschappelijke naam van de soort is voor het eerst geldig gepubliceerd in 2008 door Allen & Erdmann.